# بازیابی محتوامحور تصاویر
بازیابی محتوامحور تصویر (CBIR) که با نام‌های جستجو بر اساس محتوای تصویر (QBIC) و بازیابی محتوامحور داده‌های دیداری (CBVIR) نیز شناخته می‌شود کاربرد بینایی ماشین در مسئلهٔ بازیابی تصویراست، یعنی مسئلهٔ جستجو برای تصویر دیجیتال در پایگاه داده بزرگ. «محتوامحور» یعنی جستجو به جای استفاده از فوق داده وارد شده توسط انسان، مانند عنوان و کلیدواژگان، از محتوای خود تصاویر استفاده می‌کند. یک سامانه بازیابی محتوامحور تصاویر (CBIRS) نرم‌افزاری است که بازیابی محتوامحور تصاویر را پیاده‌سازی می‌کند.
تصویریابی معکوس که از خدمات موتور جستجوی گوگل به‌شمار می‌آید از نمونه‌های موفق CBIR می‌باشد.
به دلیل محدودیت‌های ذاتی سامانه‌های فوق داده‌محور علاقه به CBIR رو به رشد است. اطلاعات متنی دربارهٔ تصاویر به آسانی به کمک فناوری موجود قابل جستجو، اما نیازمند انسان‌هایی است که شخصاً تمام تصاویر پایگاه داده را توصیف کنند. این کار برای پایگاه داده‌های خیلی بزرگ، یا تصاویری که به صورت خودکار ایجاد می‌شوند، مانند تصاویر دوربین نظارتی، غیر عملی است. همچنین ممکن است تصاویری که از کلمات هم‌معنی در توصیفشان استفاده شده است پیدا نشوند. سامانه‌های مبتنی بر طبقه‌بندی تصاویر در گروه‌های معنایی مانند «گربه» به عنوان زیرطبقه «حیوان» این اشکال را ندارند گرچه از همان مشکلات مقیاسی رنج می‌برند.
سامانه ایده‌آل CBIR از دیدگاه کاربر دربرگیرنده چیزی است که به آن بازیابی معنایی می‌گویند و به عنوان مثال کاربر درخواستی مانند "تصاویر سگ‌ها را پیدا کن" یا حتی "تصاویر پادشاه عربستان را پیدا کن " مطرح می‌کند. انجام چنین کار بی‌انتهایی برای رایانه‌ها بسیار مشکل است - تصاویر سگ‌های ژرمن‌شپرد و دوبرمن تفاوت زیادی با هم دارند، و پادشاه عربستان ممکن است همواره رو به دوربین و با همان ژست عکس نگرفته باشد؛ بنابراین سامانه‌های CBIR کنونی از ویژگی‌های سطح پایین‌تر همچون بافت، رنگ و شکل استفاده می‌کنند، با این وجود برخی از سامانه‌ها از ویژگی‌های سطح بالاتر بسیار عمومی مانند صورت‌ها سود می‌برند(سامانه بازشناسی صورت را ببینید). همه سامانه‌های CBIR عام نیستند. برخی برای زمینهٔ خاصی طراحی شده‌اند، به عنوان مثال تطبیق شکل می‌تواند برای یافتن قطعات در یک پایگاه داده کد-کم به کار رود.
پیاده‌سازی‌های مختلف CBIR از انواع مختلف جستجوهای کاربر استفاده می‌کنند.
- با جستجو به کمک مثال، کاربر به کمک یک تصویر نمونه (تأمین شده توسط خود کاربر یا انتخاب شده از یک مجموعه تصادفی) جستجو می‌کند، و نرم‌افزار تصاویر شبیه آن را بر اساس چندین ضابطه سطح پایین می‌یابد.
- با جستجو به کمک طرح، کاربر تقریبی اولیه از تصویری که به دنبال آن است می‌کشد، مثلاً به کمک قطره‌های رنگ، و نرم‌افزار تصاویری را که طرح‌بندیشان به آن شبیه باشد را می‌یابد.
- روش‌های دیگر شامل مشخص کردن نسبت رنگ‌های درخواستی (مثلاً "۸۰٪ قرمز، ۲۰٪ آبی") و گشتن به دنبال تصاویر دربرگیرنده جسمی که در یک تصویر نمونه داده شده است (مانند ) است.

سامانه‌های CBIR همچنین می‌توانند از پسخورد مرتبط بودن استفاده کنند، که در آن کاربر به صورت پیش‌رونده نتایج جستجو را با علامت‌گذاری نتایج جستجوی قبلی به عنوان «مرتبط»، «نامرتبط» یا «خنثی» بهبود می‌بخشد و جستجو را با اطلاعات جدید تکرار می‌کند.
یک کاربرد CBIR در شناسایی تصاویر دارای رنگ پوست و شکل‌هایی که می‌تواند نشانگر وجود برهنگی باشند جهت فیلترینگ و جستجو توسط ضابطین قانون است.